# إدواردو غونزاليس كاليخا
إدواردو غونزاليس كاليخا (بالإسبانية: Eduardo González Calleja)‏ هو مؤرخ إسباني، ولد في 12 مارس 1962 في مدريد في إسبانيا.